# Kuttanad
Kuttanad es una región que abarca los distritos de Alappuzha, Kottayam y Pathanamthitta, en el estado de Kerala, India, conocida por sus vastos arrozales y sus peculiaridades geográficas. La región tiene la altitud más baja de la India, y es uno de los pocos lugares en el mundo donde la agricultura se lleva a cabo alrededor de 4 a 10 pies (1,2 a 3 m) bajo el nivel del mar. Kuttanadu es históricamente importante en la antigua historia del sur de la India y es el mayor productor de arroz del estado. Los granjeros de Kuttanad son famosos por su agricultura biosalina. La Organización de las Naciones Unidas para la Alimentación y la Agricultura (FAO) ha declarado el «Sistema de Agricultura de Kuttanad» como un Sistemas Importantes del Patrimonio Agrícola Mundial. (GIAHS).
Cuatro de los principales ríos de Kerala, el Pamba, Meenachil,  Achankovil y Manimala fluyen en la región. Es muy conocido por su carrera de botes en los remansos de Punnamada, conocidos en Malayalam como Vallamkalli.

## Historia
Esta tierra había sido la fuente de alimento del mercado de Changanacherry. Más tarde se había asignado al distrito de Allapuzha en base al paisaje.
La primera historia registrada sobre el origen de esta tierra se obtiene de la literatura del período Sangam.  Además, la historia oral entre la población local, transferida de generación en generación, es una mezcla de mitos y leyendas es un recurso valioso. Según los documentos de la era Sangam, Uthiyan Cheralatan (Perum Chorru Udiyan Cheralathan, Athan I), o Udiyanjeral (siglo I d. C.) es el primer gobernante registrado de la dinastía Chera del período Sangam en la antigua India del Sur. Tenía su capital en un lugar llamado Kuzhumur en Kuttanad (central Kerala) y expandió el reino hacia el norte y el este de su patria original. Su vida está ampliamente determinada entre el siglo I a. C. y el siglo II d. C. Su reina fue Veliyan Nallini, la hija de Veliyan Venman. Uthiyan Cheralathan fue un contemporáneo del gobernante Chola. Es alabado por su cuerpo de elefantes y su caballería. El actual Changanacherry, al final de Kuttanad, fue la capital del rey de la dinastía Chera, Uthiyan Keralathan, Uthiyan Cheralathan. Su descendiente fue Senguttavan (Chenguttavan significa "valiente de corazón" en el antiguo tamil y su nombre lo llevan los pueblos vecinos de Chenganacherri y Chengana hasta el día de hoy). Según la literatura sangam, Cheralathan fue derrotado en la Batalla de Venni con Karikala  Chola y la capital fue quemada.  Otra leyenda local dice que se creía que Kuttanad era un bosque con un denso crecimiento de árboles.  Este bosque fue destruido posteriormente por un incendio forestal.
Es un hecho bien conocido que los troncos de madera negra quemados fueron extraídos de los arrozales llamados "Karinilam" (arrozales negros) hasta el pasado reciente. Este hecho arroja algo de luz sobre esta teoría de Chuttanad evolucionando a Kuttanad. En Kuttanad la mayoría de los nombres de lugares terminan en kari (que significa residuo quemado o carbón). Algunos nombres de lugares familiares son Ramankary, Puthukkary, Amichakary, Oorukkary, Mithrakary, Mampuzhakary, Kainakary, Kandanakary, Thayamkary, Chathenkary, Chathurthiakary y Chennamkary.

## Cultivo de arroz de remanso o cultivo Kayal

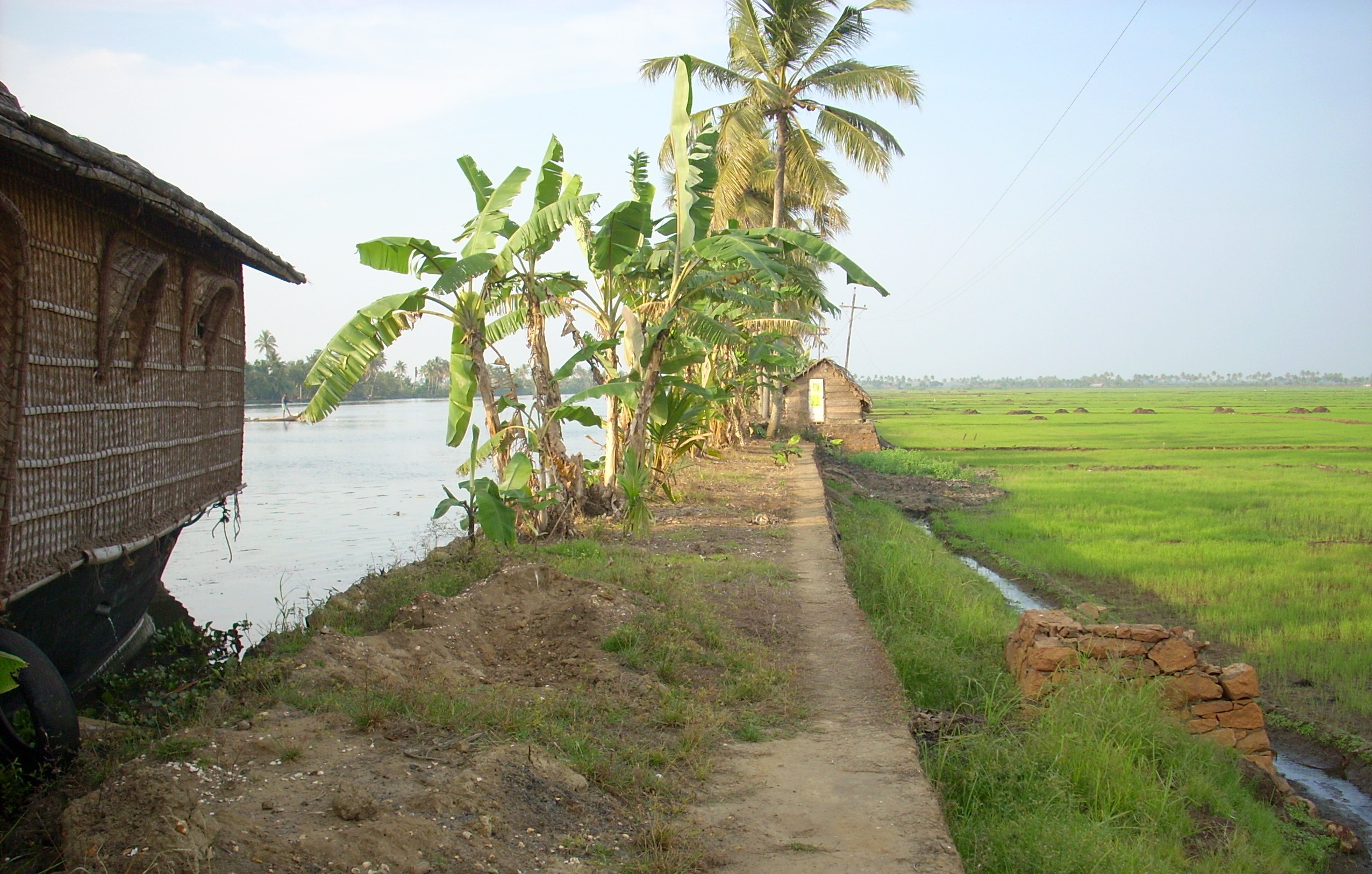
Campos de arroz en Kuttanad

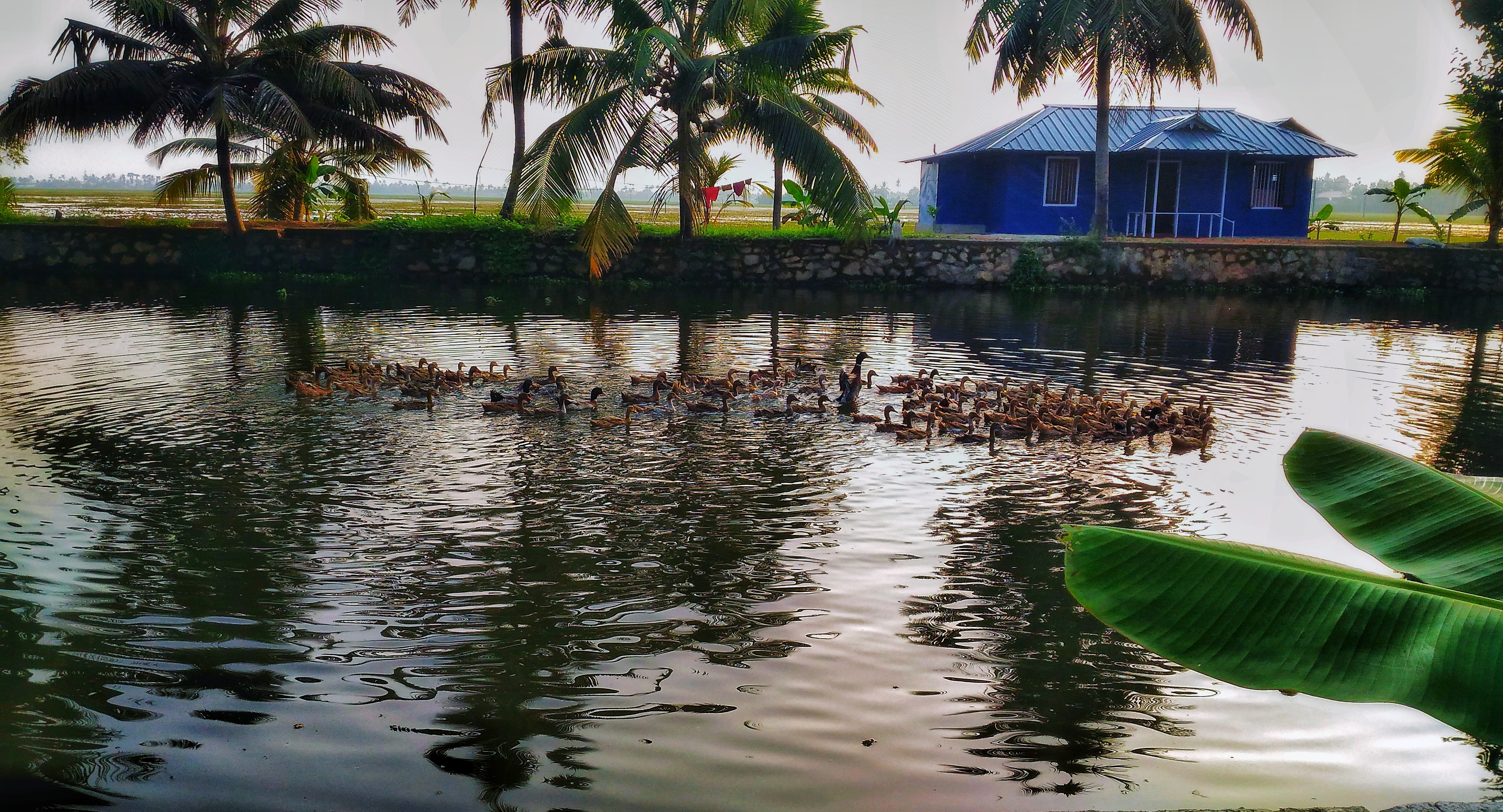
Belleza de Kuttanad

La principal ocupación en Kuttanadu es la agricultura, siendo el arroz el producto agrícola más importante. Esta actividad le da a la zona el apodo de "El cuenco de arroz de Kerala". Grandes zonas agrícolas cerca del lago Vembanad fueron recuperadas del lago. La historia del cultivo de arroz en Kuttanad se remonta a siglos atrás. La evolución del cultivo de arroz se correlacionó con los avances tecnológicos y los cambios en el marco normativo que existió durante los  siglos XIX y  XX. En épocas anteriores, la recuperación se realizaba principalmente desde la parte poco profunda del lago Vembanad o desde la periferia del río Pamba. Estas recuperaciones constituían pequeñas áreas de arrozales llamadas padasekharams. El desalojo del agua de los campos se hacía manualmente usando ruedas de agua llamadas chakram. Gradualmente el método manual utilizado para el rescate de agua dio paso a las máquinas de vapor.
Hubo robos en Kuttanad en días anteriores, que fueron prohibidos por el Travancore Maharajah Moolam Thirunal.
Se pueden identificar tres etapas distintas en la recuperación de las tierras de Kayal del lago. La primera etapa fue llevada a cabo por empresarios privados sin ningún apoyo financiero del gobierno. La Proclamación de Pattom, hecha por el Reino de Travencore en 1865, dio un gran impulso a las actividades de recuperación entre 1865 y 1888. Durante este período el desaguamiento de los pólderes se hacía manualmente usando chakram, lo que restringía la recuperación a gran escala. Sólo se recuperaron unas 250 hectáreas de tierra durante este período. Venadu kayal y Madathil Kayal fueron reclamados durante este período y se consideran los primeros "Nilams Kayal" que se reclamaron del lago Vembanad. Estas actividades pioneras de reclamación en el cultivo de kayal fueron realizadas por los dos hermanos Mathai Luka Pallithanam y Ouseph Luka Pallithanam de la aldea de Kainady en Kuttanadu.

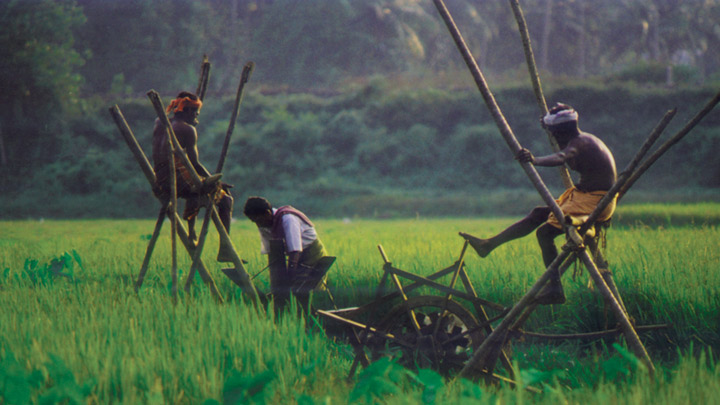
Agricultores que utilizan turbinas de agua tradicionales en un campo de arroz

La segunda fase comenzó durante 1888. Una de las recuperaciones durante este período fue realizada por Chalayil Eravi Kesava Panicker. Él eligió reclamar el kayal Vembanad de la desembocadura del río Chennamkari en su unión con las aguas traseras. El kayal reclamado se conocía como "Attumuttu Kayal". Otra reclamación importante en el mismo año fue el Seminario Kayal que fue realizado por el Seminario Ortodoxo Kottayam.
La introducción de motores de queroseno para la deshidratación dio lugar a la recuperación de zonas más amplias del lago para el cultivo. Esto hizo que los agricultores consideraran la posibilidad de aventurarse en las partes más profundas del lago. Durante el período comprendido entre 1898 y 1903, la actividad de recuperación estuvo dirigida por Pallithanam Luka Mathai (alias Pallithanathu Mathaichen) que reclamó el Cherukara Kayal y el Pallithanam Moovayiram Kayal. Pero la segunda fase (1890 a 1903) de las actividades de reclamación se detuvo debido a la prohibición de la reclamación de kayal impuesta por el Gobierno de Madrás en 1903. Cherukali Kayal, Rajapuram Kayal, Aarupanku Kayal, Pantharndu Panku kayal y Mathi Kayal fueron las otras grandes reivindicaciones de este período.

## El aliviadero de Thottappilli
Este proyecto fue diseñado como una solución permanente a la situación de las inundaciones en Kuttanad. Este programa fue concebido de tal manera que las aguas de las inundaciones de Pamba, Manimalayar y Achankovil fueron desviadas al mar antes de llegar al lago Vembanad. La construcción del vertedero terminó en 1959.
En 1968, el Gobierno de la India propuso que se construyera un lazo (presa) a través del río para que el agua de mar no entrara en Kuttanad durante el verano, lo que permitiría a los agricultores cultivar una cosecha extra al año. El proyecto se planificó en tres fases, la del lado sur, la del lado norte y otra fase para unir las dos secciones. El proyecto se retrasó y para cuando se completaron las dos primeras fases, todo el dinero asignado al proyecto se agotó y dejó la fase final en el limbo. Los agricultores que esperaban muchos beneficios financieros después de la terminación del proyecto decidieron tomar el asunto en sus manos y una noche de 1972, un gran grupo de agricultores llenó con tierra el hueco entre el lado norte y el lado sur. Hasta el día de hoy, el terraplén de tierra entre las dos secciones permanece. Con ello se pudo cerrar el regulador de persianas durante diciembre-junio cuando entra el agua salina, y luego abrirlo durante el monzón. Una vez que el lazo y el vertedero de Thanneermukkam entraron en funcionamiento, dos cultivos fueron posibles en Kuttanad.
Aunque el lazo ha mejorado la calidad de vida de los agricultores, se alega que el lazo ha causado graves problemas ambientales. Los remansos, donde abundaban los peces y parte de los alimentos básicos de la población de la región, requieren una pequeña cantidad de agua salada para su cría. El bund ha causado el deterioro de las variedades de peces en la región y los pescadores que se oponen al bund a partir de 2005. El bund también ha perturbado la armonía del mar con los remansos y ha causado problemas no previstos antes del bund como la omnipresencia de las malezas acuáticas. Anteriormente, el agua salada tendía a limpiar los remansos, pero esto ya no sucede, lo que conduce a la contaminación de los remansos y de toda la tierra cercana.